# Fotbalový klub Varnsdorf
Il Fotbalový klub Varnsdorf è una società calcistica ceca con sede nella città di Varnsdorf. Oggi milita nella Druhá Liga, la seconda divisione ceca.

## Palmarès

### Altri piazzamenti
- Druhá Liga:

Secondo posto: 2014-2015
- Česka fotbalová liga:

Secondo posto: 2005-2006